# Кайзерин Аугуста (бронепалубен крайцер)
Кайзерин Аугуста (на немски: SMS Kaiserin Augusta) е бронепалубен крайцер на Императорските военноморски сили на Германия. Построен като крайцер-корвет (на немски: Kreuzerkorvette) от 2-ри ранг за колониална служба. Това е първия немски и един от първите в света тривинтови кораби. Счита се за първият, достатъчно съвременен, крайцер на немския флот. Проектът е развитие на крайцерите от типа „Ирене“.

## Проектиране
„Кайзерин Аугуста“ е проектиран от Конструкторското бюро на Имперското морско ведомство като корвета „H“. Новият кораб се разглежда като „изтребител на търговци“ и неговите основни особености трябва да са висока скорост, значителна далечина на плаване и въоръжение, състоящо от скорострелни оръдия среден калибър. За да отговорят на тези изисквания конструкторите използват много нововъведения и да се откажат от бордова броня.

## Конструкция

### Силова установка
„Кайзерин Аугуста“ има 3 парни машини с тройно разширение и номинална мощност 15 650 к.с., които за захранвани с пара от осем парни котли локомотивен тип. Запасът въглища е 835 тона.

### Брониране
Бронираната палуба е дебела 70 mm в средната част.

## История на службата
Кайзерин Аугуста е заложен 1890 г., на стапелите на „Германия“ в Кил. На вода крайцера е спуснат на 15 януари 1892 г., а в строй влиза на 29 август 1892 г. От 1914 г. е превърнат в учебен кораб. Отписан от флота и предаден за скрап през 1919 г.